# Austin Peak
Austin Peak är en bergstopp i Antarktis. Den ligger i Östantarktis. Nya Zeeland gör anspråk på området. Toppen på Austin Peak är 1 638 meter över havet, eller 35 meter över den omgivande terrängen. Bredden vid basen är 1,4 km.
Terrängen runt Austin Peak är varierad. Trakten är obefolkad. Det finns inga samhällen i närheten.